# بلکلی، یورک‌شر غربی

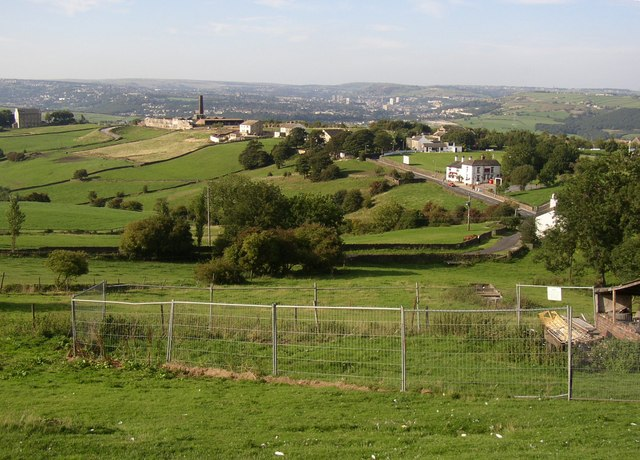
منظر بلکلی از جنوب روستا

بلکلی، یورک‌شر غربی (انگلیسی: Blackley, West Yorkshire) روستایی در ناحیه کالدردیل در شهرستان یورک‌شر غربی، انگلستان است. در نزدیکی شهر ایلند، یورکشر غربی و نزدیک جاده A۶۲۹ قرار دارد و بزرگراه ۶۲  به آن وصل می‌شود.